# Chris Rest
Chistopher Rest (1967) è un chitarrista statunitense.

## Biografia
Chris "Leon" Rest è uno dei membri fondatori dei Rich Kids on LSD band che ha ispirato tutte le più grandi band del panorama hardcore di Santa Barbara e dintorni, tra le quali NOFX e Lagwagon nei quali ora suona.

### Inizi
Christofer nasce in una famiglia benestante e a 14 anni insieme a Bomer, Jason Spear e Vince Peppars fonda una band che si esibirà live a un festino di amici. La band non ha un nome ma un amico vedendo il loro volantino gli dice "hey guys, you are rich on lsd" (hey ragazzi, voi siete strafatti* di lsd. *la parola vuol dire ricchi ma il senso della frase è questo). La band trova anche un contratto discografico e cambia alcuni membri. nell'86 la band si scioglie per riformarsi l'anno dopo con un nuovo contratto discografico. La band parte per un tour europeo: Chris ha solo 20 anni. Nell'89 le continue liti tra Bomer e Jason portano la band a sciogliersi definitivamente. Chris continua a suonare con alcune band locali, sinché nel 1992 gli RKL si riuniscono senza Jason, voce e anima della band. ma dopo pochi mesi, la dipendenza dalla droga di Bomer lo porta a dover abbandonare i compagni, Jason torna nella band e Dave Raun, un batterista molto promettente della zona entra a far parte della band. Con questa formazione la band trova contratto con la Epithaph Records con la quale incide due album e parte per un tour mondiale al termine del quale la band si scioglie nuovamente.

### Con i Lagwagon
Dave va a suonare con i Lagwagon che nel frattempo erano rimasti senza batterista; quando la band registra il quarto album Chris viene contattato per aiutarli nelle registrazioni, inserendo parecchi assoli e accompagnamenti. Ken Stringfellow, chitarrista dei Lagwagon non parte per il tour perché le date coincidono con quelle del suo gruppo i Posies, e i goletiani decidono di ingaggiare Rest per il tour. Con lui si trovano bene e diventa il chitarrista ufficiale della band, lo stesso anno registrano Let's Talk About Feelings. Inizia l'era di Internet e Rest si occupa del sito ufficiale dei Lagwagon, nonché del forum (del quale resterà unico moderatore sino al 2008). I Lagwagon dopo un lunghissimo tour si prendono una pausa e nel 1999 pubblicano un EP intitolato A Feedbag of Truckstop Poetry, poi inserito nella raccolta Let's Talk About Leftovers. Dal 1999 la band però resta in pausa perché Cape e Raun si occupano dei propri progetti (Me First and Gimme Gimmes e Bad Astronaut) e Chris decide di riformare gli RKL. Barry il chitarrista non è più disponibile a causa del suo lavoro, Dave è impegnato in altri progetti. La band decide di chiamare Chris Flipping dei Lagwagon alla chitarra e Derrick Plourde (ex Lagwagon e attualmente nei Bad Astronaut) alla batteria. Con questa formazione fanno parecchi live in tutta la California.

### Attualità (2002 - oggi)
Nel 2002 Chris e i Lagwagon tornano in studio per registrare un nuovo album, Blaze. Lo stesso anno la band registra un live all'House of Blues di Hollywood. La band si prende una nuova pausa. Derrick Plourde in seguito a un incidente che lo costringe alla sedia a rotelle prima e alle stampelle poi, nonché a un lungo periodo di riabilitazione, è costretto a lasciare gli RKL e viene sostituito da un amico di Chris, Boz Rivera (ex Ataris) con il quale la band continua a fare serate per i vari club. Nel 2005 Plourde si toglie la vita e i Lagwagon tornano in studio per rendergli omaggio. Partono per l'Europa con un tour per rendere omaggio a Derrick, ma dopo pochi giorni dopo la partenza vengono raggiunti dalla notizia della morte di Jason Sears, avvenuta a causa della sua lunga e difficile lotta contro le conseguenze di una vita passata tra alcool e droghe. Rientrati in patria al fine del Tour, a poco più di un mese dalla morte di Jason, una overdose uccide Bomer. Chris decide che è l'ora di chiudere il capitolo RKL.
Insieme con Joe Raposo e Boz Rivera (entrambi nell'ultima formazione degli RKL) decide di formare un gruppo swing da portare in giro per i club. La band si chiama King City e pubblica un album nel 2006. Nel 2008 Rest registra un nuovo EP di sette canzoni con i Lagwagon.  Nel 2009 entra a far parte dei No Use for a Name sostituendo permanentemente Dave Nassie.

## Discografia
- Rich Kids on LSD - Nardcore (raccolta 1984)
- Rich Kids on LSD - It's a Beautiful Feeling (EP 1984)
- Rich Kids on LSD - Covers (raccolta 1984)
- Rich Kids on LSD - Mystic Super Seven Sampler #1, (raccolta 1984)
- Rich Kids on LSD - Keep Laughing (album 1985 - riedito nel 2002)
- Rich Kids on LSD - Rock 'n Roll Nightmare (album 1987)
- Rich Kids on LSD - Double Live in Berlin (album 1988)
- Rich Kids on LSD - Reactivate (album 1993)
- Rich Kids on LSD - Riches to Rags (album 1994)
- Lagwagon (come ospite)- Double Plaidinum (album 1997)
- Lagwagon - Let's Talk About Feelings (album 1997)
- Lagwagon - A Feedbag of truckstop poetry (album 1999)
- Lagwagon - Let's Talk About Leftovers (raccolta 2000)
- Rich Kids on LSD - Revenge is a Beautiful Feeling, (raccolta 2000)
- Lagwagon - Blaze (Album 2003)
- Lagwagon - Resolve (Album 2005)
- King City - Last Siesta (Album 2006)
- Lagwagon - I Think My Older Brother Used to Listen to Lagwagon (Ep 2008)